# Dr. José Inácio da Silva
Dr. José Inácio da Silva (20 de setembro de 1855, Juazeiro — 8 de fevereiro de 1924, São Miguel dos Campos) foi um médico, político e filantropo brasileiro. Nascido na Bahia, formou-se em Medicina pela Faculdade de Medicina da Bahia em 1879 e ficou conhecido por seu trabalho em prol da saúde pública, especialmente para as populações carentes. Após estabelecer-se em Juazeiro, fundou a Irmandade da Santa Casa de Misericórdia, que inaugurou um hospital em 1897, sendo seu provedor de 1885 a 1906.
Além de sua atuação na área médica, José Inácio teve uma carreira política, sendo eleito deputado estadual e federal, com grande destaque no período da Proclamação da República. Sua vida foi marcada por sua dedicação ao bem-estar social, com notável empenho na construção de um hospital em São Miguel dos Campos, que foi inaugurado em 1923 com seu nome.

## Biografia

### Nascimento e educação
Nasceu em Juazeiro, na Bahia, no dia 20 de setembro de 1855, filho de Luís Inácio da Silva e Rita Clara dos Anjos. Cresceu em um ambiente familiar humilde, o que provavelmente contribuiu para seu grande interesse pelo serviço público e pelo bem-estar social. Desde cedo, demonstrou grande afinidade com os estudos, especialmente nas áreas de ciências e saúde.
Com a intenção de seguir a carreira médica, José Inácio ingressou na Faculdade de Medicina da Bahia, onde se formou em 1879. Durante seus anos de estudo, destacou-se por sua dedicação e pela preocupação com os aspectos sociais da medicina, em especial o cuidado com as populações carentes. Em Salvador, montou uma clínica voltada para o atendimento de pessoas sem condições financeiras, o que lhe rendeu o título de “Médico dos Pobres”. Sua formação foi a base de uma carreira que o levaria a desempenhar papéis importantes na medicina e na política, com um forte compromisso com as necessidades da sociedade.
Além de sua formação médica, José Inácio também demonstrou interesse por outras áreas do conhecimento e, em 1883, fundou um curso gratuito de gramática portuguesa em Juazeiro, com o objetivo de oferecer oportunidades educacionais à população local.

### Carreira Política

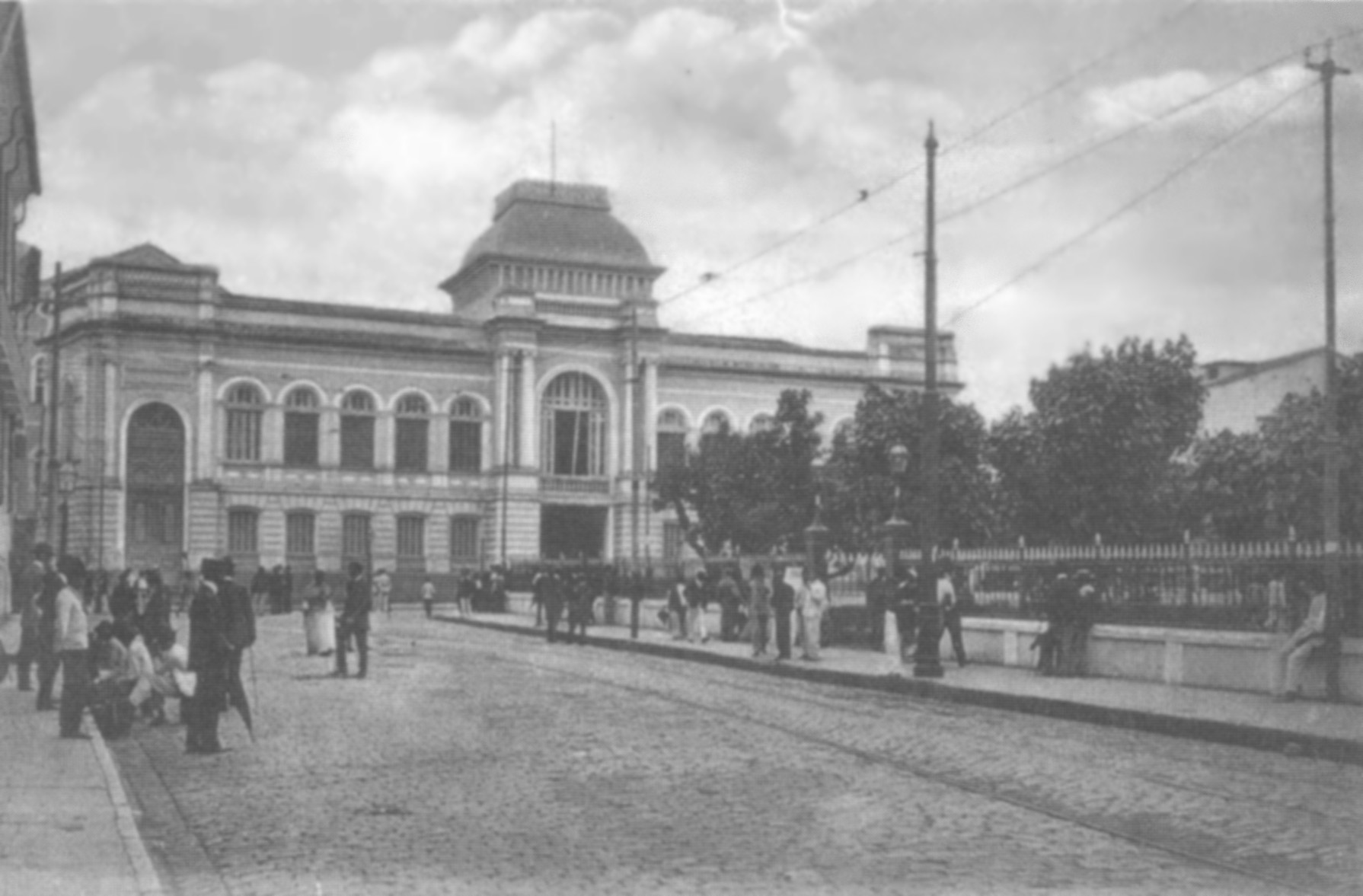
Prédio que sediou temporariamente o Senado Estadual da Bahia, em começos do século XX, situado à Praça da Piedade.

Iniciou sua trajetória política no final do século XIX, quando foi eleito para a Assembleia Provincial da Bahia em 1886, como membro do Partido Conservador. Durante seu mandato, de 1886 a 1889, esteve envolvido em debates importantes para a época, destacando-se por sua postura moderada e pelo compromisso com o desenvolvimento social e a saúde pública.
Com a Proclamação da República em 1889, José Inácio seguiu sua carreira política e, em 1891, foi eleito Deputado Estadual, participando ativamente da elaboração da primeira Constituição do Estado da Bahia. Reeleito em 1893, permaneceu como deputado até 1894, mas renunciou ao cargo ao ser eleito Deputado Federal.
Como Deputado Federal, exerceu seu mandato de 1894 a 1896, onde se destacou por seu apoio à autonomia dos municípios e à independência do Poder Judiciário, temas que marcaram suas intervenções nas comissões de Saúde, Educação e Forças Armadas. Durante sua carreira, também esteve envolvido em discussões sobre a reforma da lei eleitoral, buscando sempre melhorias para a saúde e a educação, áreas que sempre foram suas grandes bandeiras.
Em 1903, José Inácio foi eleito para o Senado Estadual da Bahia, cargo que ocupou até 1906, após renunciar para assumir novamente a cadeira de Deputado Federal, cargo que exerceu até 1911. Em sua última legislatura federal, José Inácio tentou, sem sucesso, pleitear sua reeleição para o mandato de 1912-1914, mas foi derrotado.
Após sua carreira política, afastou-se da vida pública e se dedicou integralmente à medicina no interior de Alagoas, onde foi nomeado médico da Profilaxia Rural. Apesar de sua ausência do cenário político, José Inácio continuou a influenciar positivamente sua comunidade e o campo da saúde pública, seja como médico ou através de suas ações políticas voltadas para o bem-estar da população.

### Legado
José Inácio da Silva deixou um legado marcante tanto no campo político quanto na medicina e na educação. Reconhecido como um líder comunitário e defensor da saúde pública, sua trajetória como "Médico dos Pobres" teve um impacto duradouro em Juazeiro e em outras localidades da Bahia e Alagoas, onde atuou com dedicação para promover o acesso à saúde para as camadas mais carentes da população.
No campo político, sua atuação na Assembleia Provincial da Bahia, na Assembleia Constituinte de 1891 e na Câmara dos Deputados, assim como suas intervenções no Senado Estadual, foram fundamentais para a formulação de políticas públicas que visavam à autonomia municipal e à independência do Poder Judiciário. Suas ações sempre foram voltadas para o bem-estar social, destacando-se por sua preocupação com a educação e a saúde. Sua atuação no campo legislativo e sua constante busca por reformas refletem seu compromisso com a melhoria da qualidade de vida da população, especialmente no interior da Bahia.
José Inácio também foi responsável pela criação do curso gratuito de gramática portuguesa em Juazeiro, uma ação pioneira que refletia seu compromisso com a educação popular. Sua dedicação à saúde e à educação fez dele uma figura respeitada e admirada, não apenas em sua cidade natal, mas também em outros lugares onde deixou sua marca.
Após se afastar da política, continuou a exercer a medicina no interior de Alagoas, deixando uma contribuição significativa para a profilaxia rural, um campo de grande importância para a saúde pública naquele período. Sua história, marcada pelo compromisso com a comunidade e a luta por uma sociedade mais justa e igualitária, é lembrada até hoje como um exemplo de dedicação e altruísmo.
Sua figura foi perpetuada não apenas por sua atuação política, mas pela memória de suas ações concretas em favor dos mais necessitados, sendo reconhecido como um dos grandes nomes de sua época na Bahia e no Brasil.